# Marboksilbaloksavirat
Marboksilbaloksavirat, pod zaščitenim imenom Xofluza, je protivirusno zdravilo za zdravljenje gripe, in sicer deluje proti virusu influence A in virusu influence B. Za klinično uporabo so ga na Japonskem in v ZDA odobrili leta 2018, v EU pa leta januarja 2021. Uporablja se v enkrat odmerku skozi usta. Simptome gripe lahko skrajša za okoli en dan; zaradi možnosti nastanka odpornosti proti zdravilu pa lahko pride do neučinkovitosti zdravljenja.
Marboksilbaloksavirat je predzdravilo; v telesu se s hidrolizo pretvori v baloksavir, ki izkazuje protivirusno delovanje. Baloksavir deluje na od cap odvisno endonukleazo ter zavre prepisovanje virusnega genoma in s tem replikacijo virusa gripe.  Gre za prvo odobreno učinkovino s takim mehanizmom delovanja oziroma za prvo odobreno zdravilo v svojem razredu.
Najpogostejši neželeni učinki marboksilbaloksavirata so driska, bronhitis, slabost, sinuzitis in glavobol.

## Klinična uporaba
Marboksilbaloksavirat je protivirusna učinkovina za zdravljenje gripe.
V Evropski uniji je odobren za:
- zdravljenje gripe brez zapletov pri bolnikih, starih 12 let ali več, pri čemer je treba enkratni odmerek zdravila vzeti čim prej v 48 urah po začetku simptomov;
- preprečevanje gripe po izpostavljenosti virusu pri osebah, starih 12 let ali več, pri čemer je treba enkratni odmerek zdravila vzeti čim prej v 48 urah po tesnem stiku z osebo, za katero je znano, da ima gripo, ali za katero obstaja sum, da ima gripo.

## Neželeni učinki
Pogosti neželeni učinki po uporabi enkratnega odmerka marboksilbaloksavirata so driska, bronhitis, prehlad, glavobol in slabost. V kliničnem preskušanju so poročali o neželenih učinkih pri 21 % oseb, ki so prejele marboksilbaloksavirat, 25 % oseb, ki so prejele placebo, in 25 % tistih, ki so prejeli oseltamivir.
Po obdobju po utrženju zdravila so poročali o primerih preobčutljivostne reakcije, vključno z anafilaksijo/anafilaktičnimi reakcijami in manj hudimi oblikami preobčutljivostnih reakcij, kot sta koprivnica in angioedem.

## Mehanizem delovanja
Marboksilbaloksavirat (oziroma njegov aktivni presnovek baloksavir) deluje proti virusu gripe tako, da zavre virusni encim od cap odvisno endonukleazo, ki predstavlja del RNK polimeraznega kompleksa in odigra pomembno vlogo v prepisovanju virusne RNK. Mehanizem delovanja se tako razlikuje od mehanizma drugih učinkovin proti gripi, kot sta zaviralca nevraminidaze oseltamivir in zanamivir.